# Pandeopsis ikarii
Pandeopsis ikarii is een hydroïdpoliep uit de familie Pandeidae. De poliep komt uit het geslacht Pandeopsis. Pandeopsis ikarii werd in 1927 voor het eerst wetenschappelijk beschreven door Uchida. 